# Mehdi Bazargan
Mehdi Bazargan (مهدی بازرگان in farsi; Bazargan, 1º settembre 1907 – Zurigo, 20 gennaio 1995) è stato un politico iraniano, diventato capo del governo provvisorio iraniano dopo la rivoluzione iraniana del 1979.

## La vita
Dopo aver studiato termodinamica e ingegneria all'École Centrale des Arts et Manufactures di Parigi, Bazargan ritornò in Iran dove divenne il responsabile del primo dipartimento di ingegneria dell'Università di Tehran negli anni 1940. Nel 1951, quando il governo di Mohammad Mossadeq nazionalizzò la Anglo-Iranian Oil Company e le attività petrolifere iraniane, Bazargan assunse la responsabilità della raffineria di Abadan e divenne poi il capo della National Iranian Oil Company. Dopo la caduta di Mossadeq, partecipò alla fondazione del Movimento di Liberazione Iraniano e finì diverse volte in prigione sotto Mohammad Reza Pahlavi.
Nel 1979 la rivoluzione costrinse lo scià a lasciare il Paese, e il 5 febbraio Bazargan fu incaricato di presiedere il governo provvisorio dall'Ayatollah Khomeini. Le sue idee democratiche e liberali lo portarono però subito in collisione con il clero e con lo stesso Khomeini, e si oppose all'istituzione dell'Assemblea degli Esperti e della Repubblica Islamica. Dopo l'inizio della crisi degli ostaggi all'ambasciata americana, il 5 novembre del 1979 Bazargan e il suo gabinetto rassegnarono le dimissioni. Anche se furono interpretate come un atto di protesta contro l'assalto all'ambasciata, quelle dimissioni erano però il segno che Bazargan si era ormai convinto che nella nuova repubblica non c'era posto per le riforme democratiche da lui progettate.
Morì per un attacco di cuore il 20 gennaio 1995.

## Il pensiero
La produzione intellettuale di Bazargan può essere divisa in due periodi. Nel primo periodo, sosteneva che la principale missione dei profeti era quella di indicare un sistema di buon governo all'umanità. Nel secondo periodo, cioè gli ultimi suoi 8 anni di vita, cambiò radicalmente il suo punto di vista fino a sostenere che lo scopo dei profeti era quello di informare gli uomini circa Dio e la vita ultraterrena. Non era quindi intenzione dei profeti imporre un certo tipo di governo, e non è necessario che i musulmani ricerchino nel Corano le leggi politiche, economiche e sociali né quelle scientifiche; esse devono essere ricercate attraverso la ragione.